# Représentant en mission

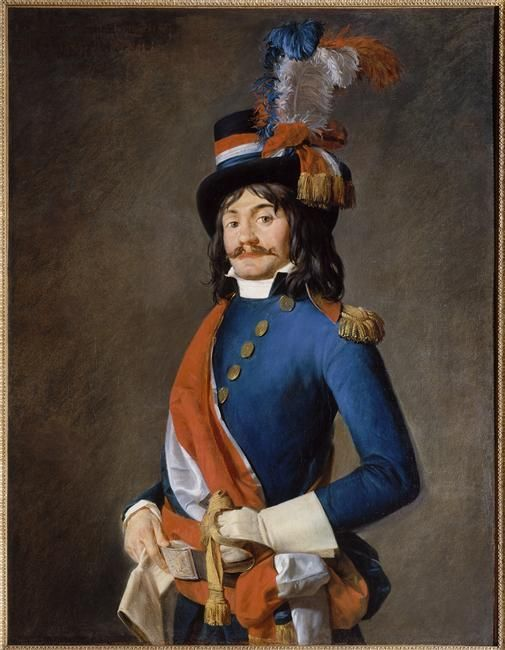
Représentant en mission, autorstwo obrazu przypisywane Jacques-Louis'owi Davidowi

Représentant en mission – tytuł specjalnego wysłannika republikańskiego organu ustawodawczego - Legislatywy, w okresie rewolucji francuskiej. Określenie to jest najczęściej stosowane wobec delegatów wyznaczonych przez Konwent Narodowy do utrzymywania porządku i prawa w departamentach i sprawowania nadzoru nad armią. W gestii komisarza spoczywał nadzór nad poborem do wojska oraz kontrola lokalnego dowództwa wojskowego. W tym czasie Francja była pogrążona w kryzysie: ponosiła porażki na wojnie (francuskie siły zostały wypchnięte z Belgii), a w  Wandei wybuchło powstanie wywołane sprzeciwem wobec poboru do armii oraz niezadowoleniem z uchwalonej Konstytucji Cywilnej Kleru.
Urząd komisarza o podobnych komisarzach funkcjonował już w pewnej formie w okresie monarchii (Ancien Régime). Jednak dopiero w czasie Terroru działalność specjalnych delegatów została usystematyzowana, a w ich ręku spoczęła pełnia władzy w miejscu działalności. Niektórzy komisarze nadużywali swojej władzy i sprawowali rządy dyktatorskie o lokalnym zasięgu.
Komisarzy wysyłano z misją także w dramatycznych przypadkach buntów miejskich (traktowanych jako składniki całościowego ruchu, określanego przez paryżan mianem “federalizmu”) w miastach takich jak: Nantes, Tuluza, Lyon, Bordeaux i Marsylia. Przywódcy w Paryżu uważali, że bunty zostały zorganizowane przez rojalistów, więc domagali się ich likwidacji. 
Delegowanym na misję komisarzom zazwyczaj nadawano “nieograniczoną władzę”, by umożliwić im realizację znaczących zadań, które przed nimi stawiano. Przyznanych kompetencji często nadużywano, a komisarze w wielu przypadkach okazywali się najbardziej zagorzałymi zwolennikami i wykonawcami terroru. Łącznie 82 delegatów wysłano na prowincję z zadaniem uświadomienia ludu dlaczego wprowadzono środki wyjątkowe oraz w celu koordynacji stosowania tych środków. W rzeczywistości, głównym obowiązkiem komisarzy było czuwanie, czy generałowie i oficerowie czynią wszystko, co w ich mocy, by osiągnąć zwycięstwo.
Do znanych z historii komisarzy zaliczają się:  Joseph Fouché, Louis-Marie Stanislas Fréron, Jean-Lambert Tallien, Jean Baptiste Carrier, Étienne Christophe Maignet, Jean Marie Collot d'Herbois oraz Georges Couthon w Lyonie.